# تیا (ناظر خزانه‌داری)

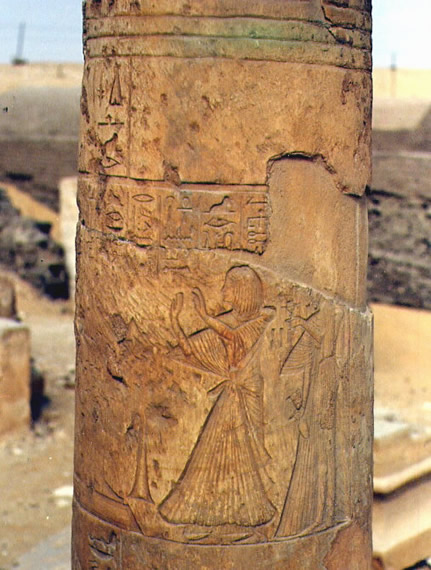
ستونی سنگی که بر آن تصویر تیا و همسرش شاهدخت تیا نقش بسته است.

تیا (انگلیسی: Tia) یک مقام ارشد و عالی‌رتبهٔ حکومتی در مصر باستان و در دوران حکومت رامسس دوم است. مقام رسمی او «ناظر خزانه‌داری» بود. او با زنی نجیب‌زاده و همنام خودش به نام شاهدخت تیا ازدواج کرد که خواهر رامسس دوم بود.

## خانواده و شغل
در مورد سالهای اولیه زندگی اطلاعات زیادی در دست نیست. یکی از نخستین موارد ذکر شده از تیا در لوحی سنگی است که در حال حاضر در مؤسسه خاورشناسی دانشگاه شیکاگو (شماره ۱۰۵۰۷) است. تیا و مردی به نام آمون‌واهسو در مقابل فرعون ستی یکم و ولیعهد وقت رامسس دوم نشان داده می‌شوند. هاباچی حدس زد که آمون‌واهسو پدر تیا است، اما هیچ مدرکی برای حمایت از این نظریه وجود ندارد. یکسان دانشتن این تیا در سنگ یادبود شیکاگو با آن مقام رسمی که تیا نام داشت بر اساس کمیاب بودن این نام در آن دوران است. زمان ازدواج تیا با خواهر رامسس دوم، شاهدخت تیا، مشخص نیست.
تیا دارای چندین عنوان افتخاری از جمله شاهزاده و فرماندار موروثی، مُهردار پادشاه، تنها مصاحب و رفیق، ناظر اسرار کاخ سلطنتی، مورد علاقه هوروس در کاخ خود، چشمان پادشاه و گوش‌های شاه بود. عناوین اجرایی تیا عبارتند از: کاتب پادشاه، بادزن جناح راست پادشاه و متداول‌ترین عنوان او: ناظر خزانه‌داری در معبد اوسرماعت‌رع ستپن‌رع در قلمرو آمون.
یک لوحهٔ سنگ آهکی تیا و شاهدخت تیا را در حضور ملکه تویا نشان می‌دهد. این صحنه احتمالاً از مقبره‌ای در سقاره می‌آید که امروزه در موزه سلطنتی انتاریو (شماره ۹۵۵-۷۹-۲) قرار دارد. گفته می‌شود که تویا همسر خدا و مادر پادشاه است. تیا در این لوحه به وضوح خواهر پادشاه است و این صحنه نشان می‌دهد که او در واقع خواهر رامسس دوم بوده است.